# NGC 5110
NGC 5110 este o galaxie lenticulară situată în constelația Fecioara. A fost descoperită în 11 mai 1784 de către William Herschel. Se află la o distanță de 75,16 de megaparseci de Pământ.